# Mauricio Cortés
Mauricio Cortés Armero (Tumaco, 9 febbraio 1997) è un calciatore colombiano, attaccante dell'Al Hamriyah.

## Carriera
Ha giocato nella prima divisione dei campionati colombiano, ucraino e taiwanese.

## Palmarès

### Club

#### Competizioni nazionali
- Campionato colombiano: 1

Independiente Medellín: 2016-I
- Copa Colombia: 1

Independiente Medellín: 2019
- Campionato taiwanese: 1

Tainan City: 2024